# Víctor Arriagada Ríos
Vicar, właściwie Víctor José Arriagada Ríos (ur. 16 kwietnia 1934 w Santiago, zm. 3 stycznia 2012 tamże) – chilijski grafik, jeden z najsłynniejszych twórców komiksów z Kaczorem Donaldem, Sknerusem McKwaczem i innymi disnejowskimi postaciami, uczeń Carla Barksa, przez wielu uważany za jego następcę. W 2001 nagrodzony nagrodą Kemi-Comic-Saloon za całokształt twórczości.

## Dzieciństwo i początki kariery
Talent artystyczny małego Victora ujawnił się bardzo wcześnie - już w wieku ośmiu lat szkicował karykatury członków swojej rodziny i przyjaciół. Przez długi czas nie wiązał jednak swojej przyszłości ze sztuką, która pozostawała dla niego zwykłym hobby. W 1956, będąc na ostatnim roku studiów elektronicznych, wziął udział w konkursie rysunkowym. Niespodziewane dla niego samego zwycięstwo zwróciło uwagę wydawców gazety Mercurio, którzy postanowili zatrudnić młodego rysownika jako twórcę politycznych rysunków satyrycznych. W tym też okresie, na łamach gazety Penguino, zadebiutował pierwszy stworzony przez niego bohater: chilijski kowboj Ramón, gorący patriota, miłośnik wina, kobiet i śpiewu.
W 1960 Vicar przeniósł się do Barcelony, gdzie zaczął tworzyć paski komiksowe na potrzeby rynku europejskiego (m.in. popularny w Danii komiks Rasmus Klump).

## Współpraca z Egmontem
W 1970 komiksem „Kupujcie lody” („Buy Ice Cream Cones”) Vicar rozpoczął współpracę z wydawnictwem Gutenberghus (dziś: Egmont), w krótkim czasie stając się najbardziej płodną gwiazdą wydawnictwa. W ciągu przeszło 30 lat współpracy spod jego pióra wyszło przeszło 10 tysięcy stron z przygodami Kaczora Donalda i innych mieszkańców Kaczogrodu. Od 1975 Vicar wraz z rodziną (żona Ute i dwoje dzieci) mieszka w rodzinnym Santiago, swoją siedzibę ma tam również jego prywatne studio rysunkowe.

## Twórczość

### Styl
Styl rysunków Vicara wzorowany jest na dziełach najsłynniejszego w dziejach rysownika Disneya, zmarłego w 2000 roku Carla Barksa (sam Barks powiedział kiedyś w wywiadzie dla amerykańskiej gazety: „W Chile jest facet, który w każdej chwili może rysować moje kaczory”). Jego rysunki ściśle trzymają się wyznaczonych przez studio Disneya standardów i wytycznych, jedynie wplatane w różnych miejscach charakterystyczne detale pozwalają rozpoznać ich autora. Vicar wielką wagę przykłada do mimiki swoich bohaterów tak, by jeden rzut oka na obrazek wystarczył, by rozpoznać jakie emocje targają bohaterami. Jego komiksy pełne są akcji, ich autor chętnie nagina prawa anatomii po to tylko, by uatrakcyjnić historię. Twórczość Vicara charakteryzuje również duża pomysłowość: chętnie podejmuje się on nawet najtrudniejszych do zrealizowania pomysłów podsuniętych mu przez scenarzystów.
Stałym elementem twórczości Vicara są historie rozgrywające się w Kaczogrodzie. Co zrozumiałe wymagają one od artysty większej pomysłowości niż historie opowiadające o podróżach po świecie, Vicar jak mało który rysownik potrafi jednak uczyni je interesującymi, przy okazji umiejętnie oddając charakterystycznego ducha miasta.

### Inspiracje
W ciągu przeszło 30 lat pracy Vicar sięgał do najróżniejszych źródeł, czerpiąc pomysły do swoich komiksów. Niektóre z jego dzieł czerpią nawet z twórczości Williama Shakespeare’a czy ulubionego malarza artysty, Georges’a Seurata. Kilka historii stworzonych przez Vicara jest kontynuacją tych rozpoczętych przez Carla Barksa. Dobrym przykładem jest komiks „Powrót mikrokaczek” będący kontynuacją historii „Mikrokaczki nie z tej Ziemi”.

### Proces twórczy
Rysowanie historii Vicar zaczyna od ołówkowego szkicu w formacie B5 - identycznym z tym, w jakim ukaże się on w komiksie. Następnie szkice są powiększane i obrysowane tuszem. Na tym etapie następuje poprawienie detali, wprowadzane są również ostatnie poprawki. Ostatnim elementem tworzenia komiksu jest jego kolorowanie, zajmują się tym najczęściej asystenci Vicara - Raul Bratesko i Hector Flores. 

### Bohaterowie wymyśleni przez Vicara
Vicar nie stroni od wprowadzania do swoich komiksów nowych postaci. Wiele z nich pojawia się w więcej, niż jednym komiksie, zdobywając sobie sympatię fanów na całym świecie. Do najsłynniejszych postaci stworzonych przez Vicara należą Neolita i Tachion Komet.

### Polski wątek w twórczości Vicara
Vicar jest twórcą jedynego komiksu Disneya napisanego przez polskiego scenarzystę. Autorem historii „Coś z niczego” (Kaczor Donald 2001/22) jest redaktor naczelny tygodnika Kaczor Donald, Tomasz Kołodziejczak.

## Twórczość Vicara w Polsce
W Polsce komiksy Vicara są bardzo dobrze znane, głównie dzięki czasopismom Mickey Mouse i Kaczor Donald. Ukazują się tam klasyczne, kilku- lub kilkunastostronicowe historie. Inne, dłuższe dzieła autorstwa Vicara pojawiają się sporadycznie, głównie w wydaniach specjalnych tygodnika Kaczor Donald. 
Z okazji obchodu 10 lecia magazynu Kaczor Donald 20 września 2004r. w Warszawie odbyło się spotkanie polskich fanów z Vicarem, który odpowiadał na pytania czytelników, udzielał autografów dla swoich fanów.
W 2004 roku w ramach serii Kaczogród wydano kolekcjonerski album w całości poświęcony historyjkom Vicara. W sumie (stan na styczeń 2011 r.) w Polsce wydane zostały 472 komiksy jego autorstwa.